# Natriumstearat
Natriumstearat ist das Natriumsalz der Stearinsäure und ein Grundbestandteil vieler Seifen (z. B. Kernseife). Damit ist ihr Herstellungsprozess (Reaktion von Pflanzenölen mit Natronlauge) und indirekt die Verbindung selbst, schon seit langer Zeit bekannt.
Außer zur Herstellung von Reinigungsmitteln dient es auch als Verdickungsmittel/Emulgator in Cremes, Shampoos und Lebensmitteln.

## Gewinnung und Darstellung
Hergestellt werden kann Natriumstearat zum Beispiel durch Verseifung von Tristearin mit Natronlauge zu Natriumstearat und Glycerin.
{\displaystyle \mathrm {C_{3}H_{5}(OOCC_{17}H_{35})_{3}+3\ NaOH} }{\displaystyle \mathrm {\longrightarrow 3\ C_{17}H_{35}COONa+\ C_{3}H_{5}(OH)_{3}} }

## Eigenschaften
Natriumstearat ist ein brennbarer weißer Feststoff, der löslich in Wasser ist.